# Federalist Society
Die Federalist Society ist eine US-amerikanische Juristenvereinigung der konservativen und libertären Strömungen, die sich für eine textualistische und originalistische Auslegung der Verfassung der Vereinigten Staaten einsetzt. Die Organisation wurde 1982 gegründet und ist eine der einflussreichsten Rechtsorganisationen des Landes. Sie steht der Republikanischen Partei nahe.
Von den neun Mitgliedern des Obersten Gerichtshofs der Vereinigten Staaten sind fünf (Brett Kavanaugh, Neil Gorsuch, Clarence Thomas, Samuel Alito und  Amy Coney Barrett) oder sechs derzeitige oder ehemalige Mitglieder der Organisation. Auch Antonin Scalia war Mitglied der Organisation. Der Status des Vorsitzenden, Chief Justice John Roberts, als Mitglied der Organisation ist umstritten.
Die Federalist Society hat eine Schlüsselrolle dabei gespielt, Präsident Donald Trump Kandidaten für die Ernennung von Richtern vorzuschlagen. Bis März 2020 waren 43 von 51 Kandidaten für das Berufungsgericht von Präsident Trump derzeitige oder ehemalige Mitglieder der Gesellschaft. Auch die rechtlichen Positionen in der Regierung von George W. Bush waren überwiegend mit Mitgliedern der Federalist Society besetzt. Ungefähr die Hälfte von Bushs Kandidaten für Posten an Berufungsgerichten waren Mitglieder der Federalist Society.